# Mahala
Mahala is een bestuurslaag in het regentschap Pakpak Bharat van de provincie Noord-Sumatra, Indonesië. Mahala telt 624 inwoners (volkstelling 2010).